# Prespansko jezero
Prespansko jezero (makedonski: Преспанско Езеро, grčki: Μεγάλη Πρέσπα – Limni Megali Prespa, albanski:  Liqeni i Prespës) je jezero na tromeđi Grčke, Albanije i Sjeverne Makedonije.
Nalazi se na južnoj strani Prespanske kotline između planina Galičica i Baba. Od ukupne površine – 273 km², 190 km² pripada Sjevernoj Makedoniji, 84,8 km² Grčkoj i 38,8 km² Albaniji. 
Najveći grad u ovom području je Resen, na sjevernomakedonskom dijelu jezera. Najveća dubina jezera je 54 m. 
Na Prespanskom jezeru nalaze se 2 otoka nenaseljena otoka;  Golem Grad (ili Zmijski otok) na sjevernomakedonskoj strani jezera i Maligrad na albanskoj strani jezera. Na ovom potonjem vidljivi su ostatci manastira sv. Petra iz XIV st.
Odmah uz (Veliko) Prespansko jezero, nešto malo južnije nalazi se jezero Mala Prespa (mak. Мало Преспанско езеро, : Μικρή Πρέσπα, Limni Mikrá Prespa, alb. Prespa e Vogël), koje najvećim dijelom leži u Grčkoj 43,5 km² a vrlo malim zapadnim dijelom od svega 3,9 km² leži u Albaniji. 
Na ovom jezeru, na Ailovom (Ahilejevom) otoku (Agios Achillios) je car Samuilo u X st. podigao utvrdu i crkvu Sv.Ahileja iz Larise. Ostatci crkve koja je dograđivana u kasnijim vremenima vidljivi su i danas.
Više godina nakon grčkog građanskog rata područje uz jezero na grčkom dijelu bilo je gotovo nenaseljeno. Zbog ratnih prilika, i kasnije teške neimaštine većina stanovnika se raselila (naročito slavenski dio). Tek od 1970-tih počeo je povratak stanovnika razvojem turizma. 
Zbog rijetkih i endemičnih vrsta flore i faune područje Prespanskih jezera proglašeno je prekograničnim parkom prirode 2000 godine.

## Hidrografske odlike
Jezero dobiva vodu podzemnim izvorima i od nekoliko rječica koje se ulijevaju u jezero. Sa sjevernomakedonske strane su to; Golema reka, Brajčinska reka, Kranska reka, Istočka reka, Bolnska reka i Pretorska reka. S grčke strane je to Stara reka.
Veliko Prespansko jezero udaljeno je samo 10 kilometara od Ohridskog jezera, ali leži na 150 metara višoj nadmorskoj razini. Prespansko jezero povezano je s Ohridskim jezerom brojnim podzemnim kanalima u krškom materijalu planine Galičica. Poznati ponori su Zavir, iz kojeg otječe voda u Ohridsko jezero i Vragodupka. Tako vode Prespanskog jezera izviru pored manastira Sv. Naum na Ohridskom jezeru (ali i na drugim mjestima).

## Vanjske poveznice
|  | Zajednički poslužitelj ima još gradiva o temi Prespansko jezero |

- Prekogranični Prespanski park  Arhivirana inačica izvorne stranice od 30. ožujka 2009. (Wayback Machine)